# Battaglia di Badr
La battaglia di Badr (in arabo غزوة بدر‎?, Ghazwat Badr) costituisce il primo importante fatto d'arme della storia dell'Islam.
I musulmani affrontarono uno schieramento proveniente dalla Mecca (tra le più importanti e ricche città dell'Arabia) tre volte più grande del loro. La conseguente vittoria, da Maometto attribuita all'intervento divino, segnalò in maniera indubitabile alle tribù d'Arabia la nascita di una nuova potenza, rafforzando la posizione del Profeta come leader della comunità medinese.

## Antefatto
I contrasti fra musulmani e abitanti pagani della Mecca, sebbene all'inizio solo ideologici, si erano trasformati in una progressiva ostilità che aveva costretto i seguaci del Profeta a fuggire dalla città per rifugiarsi a Yathrib. Motivo del contendere era l'intento islamico di rivoluzionare, oltre agli assetti religiosi, anche quelli sociali ed economici della città (in particolare veniva minacciato il lucroso controllo che un gruppo ristretto di mercanti esercitava sui commerci, da cui erano sostanzialmente esclusi coloro che non disponevano dei necessari capitali, in una città in cui era impossibile dedicarsi all'agricoltura e sostanzialmente, anche all'allevamento, tanto che i pascoli dovevano essere ricercati in aree abbastanza lontane dalla città).
Costretti ad abbandonare nella loro città le ricchezze non trasportabili, i seguaci del Profeta si trovarono in una situazione difficile a Yathrib, dove avevano trovato ospitale rifugio e optarono per sequestrare le mercanzie che i Quraysh trasportavano dal Bilad al-Sham e dallo Yemen, malgrado ciò non mancasse di preoccupare gli abitanti di Yathrib che, pur essendo agricoltori, non intendevano rovinare le loro relazioni con la Mecca pagana. Cominciarono in questo modo piccole schermaglie armate che sarebbero poi sfociate nell'imboscata islamica a una carovana coreiscita ai pozzi di Badr.

## Schermaglie antecedenti
Badr fu preceduta da alcune piccole azioni armate, tre delle quali ebbero un'importanza un po' più che episodica: la prima condotta da 30 Muhajirun, montati su dromedari, agli ordini di Ḥamza ibn ʿAbd al-Muṭṭalib - cui il nipote Maometto aveva affidato un vessillo (rāya) bianco - contro una carovana meccana di ʿAmr b. Hishām al-Makhzūmī, detto Abū Jahl, difesa da 300 guerrieri, a Sīf al-Baḥr (ramadan 1 Egira/marzo 623).
La seconda azione fu quella affidata a ʿUbayda ibn al-Ḥārith, che a Baṭn Rābigh (Shawwāl dello stesso anno, cioè aprile 623), cercò di aggredire (senza riuscirvi) con 60-80 guerrieri musulmani un raggruppamento pagano di 200 uomini al comando di Ikrima ibn Abi Jahl, figlio di Abū Jahl.
La terza azione fu quella comandata da Sa'd ibn Abi Waqqas, che nei pressi di Khumm (Dhū l-Qaʿda dell'anno 1 dell'Egira/maggio 623). tentò un agguato a una carovana coreiscita, che peraltro non fu intercettata, essendo passata per quei luoghi prima del previsto.
Tutte e tre le azioni (da notare che Ibn Isḥāq inverte cronologicamente tra loro la prima e la seconda) si risolsero quindi in un nulla di fatto. Altre insignificanti azioni furono condotte dai musulmani, alla ricerca di pagani Quraysh, a Buwāṭ (in arabo ﺑﻮﺍﻁ‎?), ad al-ʿUshayra (in arabo ﺍلاﺷﻴﺮة‎?) nella valle di Yanbuʿ, dove ʿAlī b. Abī Ṭālib sottoscrisse un patto d'amicizia coi B. Mudlij e i B. Ḍamra, e ad al-Kharrār (in arabo ﻟﺨﺮﺍﺭ‎?), in cui Saʿd b. Abī Waqqāṣ andò vanamente in avanscoperta con otto uomini dei Muhājirūn alla caccia di possibili nemici da depredare, catturare o uccidere.

## Prima dell'agguato

Schema della campagna di Badr

Fallito un tentativo di Maometto nella valle di Ṣafawān, presso Badr, di catturare e punire Kurz b. Jābir al-Fihrī, un meccano che aveva razziato alcuni dromedari, e verificatasi la spedizione di Nakhla, in cui fu "scandalosamente" versato in modo proditorio sangue umano da Abd Allah ibn Jahsh, cugino di Maometto, a dispetto che ci si trovasse nel mese sacro per i pagani di Rajab, il primo scontro significativo della storia islamica fu proprio quello del 17 marzo 624 (2 Ramadan del 2 E), ai pozzi di Badr, che si trovavano a SO del tragitto seguito da una carovana meccana che, dalla Siria, stava tornando nella propria città d'origine.
Avvertito del pericolo di un'aggressione, Abū Sufyān b. Ḥarb, che era il comandante della carovana meccana e il suo maggior finanziatore, chiese urgenti rinforzi ai meccani: alla sua chiamata rispose ʿAmr b. Hishām al-Makhzūmī, detto Abū Jahl, acerrimo nemico del Profeta e dei musulmani. Anche se Abū Jahl venne avvertito da Abū Sufyān che quest'ultimo era riuscito a eludere l'inseguimento musulmano tenendosi molto vicino alla costa, decise comunque di marciare con i suoi 950 uomini alla volta dell'esercito di Maometto, composto da circa 300 uomini. Sia Abū Jahl, sia i suoi più stretti collaboratori, erano convinti che il Profeta non avrebbe osato attaccarli, e speravano di poter sfruttare l'occasione per punirlo e magari mettere fine al conflitto una volta per tutte. Accompagnavano Abū Jahl molti nobili meccani, come ʿAmr ibn Hishām, Walīd ibn ʿUtba, e i fratelli Shayba e Umayya ibn Khalaf. Successivamente si sarebbero uniti anche Abū Sufyān e altri guerrieri provenienti dalla carovana.
Un paio di giorni prima della battaglia la fortuita cattura nei pressi dei pozzi di Badr, da parte di ʿAlī andato in avanscoperta, di due aiutanti da campo meccani, informò i musulmani del fatto che un esercito meccano non era molto distante da loro. Maometto indisse un consiglio di guerra, sia perché c'era ancora tempo per ritirarsi, sia perché secondo la Carta di Medina, che proprio Maometto aveva redatto, agli Anṣār - i convertiti musulmani di Medina - non era richiesto altro che di combattere in difesa della loro città, ed essi avevano dunque tutto il diritto di rifiutare il combattimento e ritirarsi. Gli Anṣār decisero di combattere, e Maometto ordinò allora una marcia forzata verso i pozzi, che fece poi tutti insabbiare, tranne uno. Lì vi stazionò i suoi uomini e attese l'inevitabile arrivo di Abū Jahl, preparandosi a dare battaglia. Con lui c'erano lo zio, Ḥamza ibn ʿAbd al-Muṭṭalib, affiancato da ʿAlī ibn Abī Ṭālib, ʿOmar ibn al-Khaṭṭāb, Malik al-Ashtar, Ammar ibn Yasir, Abū Dharr al-Ghifārī e Salman al-Farisi.
Un ricognitore informò i meccani del fatto che l'esercito musulmano era piccolo, e non sembrava avere dei rinforzi in arrivo. Avvertì però che un attacco avrebbe comportato delle perdite anche piuttosto pesanti. Questo sollevò un'altra disputa fra i Quraysh, che già avevano discusso sull'opportunità di attaccare comunque, nonostante non ci fosse più un pericolo per la carovana, ma la disputa venne sedata da ʿAmr ibn Hishām.

## La battaglia di Badr

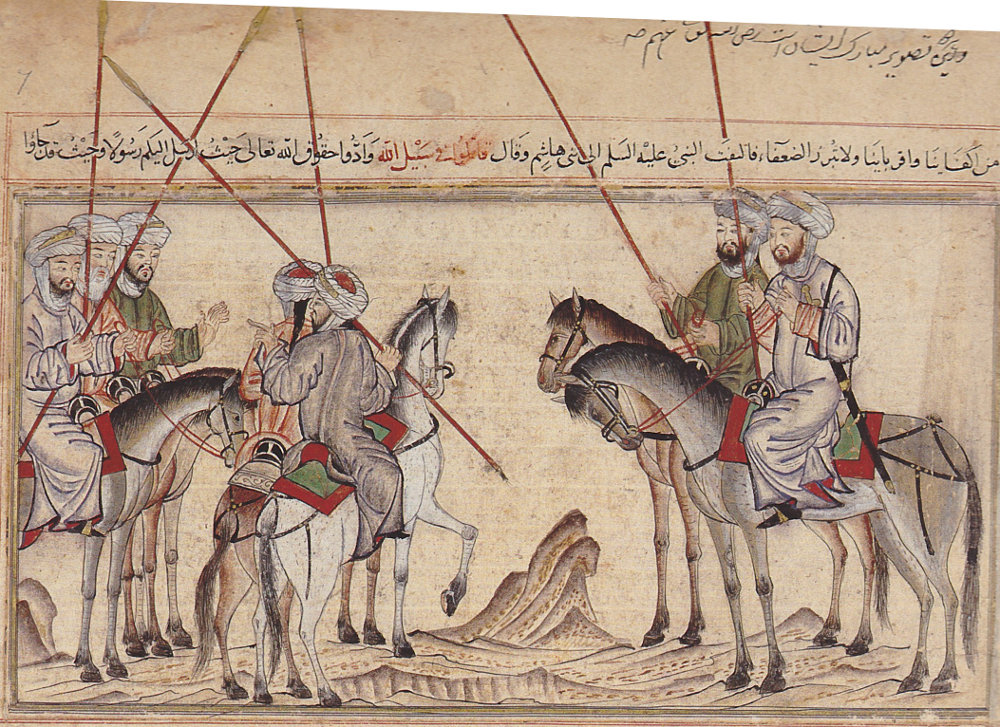
Illustrazione dell'inizio del IX secolo raffigurante Maometto che incita le sue truppe prima di combattere nella battaglia di Badr

I musulmani diedero avvio alla battaglia chiamando l'esercito meccano a un tradizionale scontro tre contro tre fra i campioni dei due schieramenti. Ḥamza ibn ʿAbd al-Muṭṭalib uccise 'Utba ibn Rabi'a; ʿAlī uccise al-Walīd b. ʿUtba; ʿUbayda venne ferito da Shaybah b. Rabīʿa ma riuscì ad ucciderlo: lo scontro si risolse con una vittoria musulmana. Seguì un intenso scambio di frecce fra i due eserciti, e poi la carica, ordinata da Maometto, contro i meccani, che travolse i nemici. La battaglia non durò che un paio d'ore, ma per i meccani la disfatta fu totale. Ne caddero 70, fra cui lo stesso Abū Jahl e il suocero di Abū Sufyān, 'Utba ibn Rabi'a. Molti altri furono catturati e il loro riscatto servì a sollevare i Muhajirun, fino ad allora costretti a vivere dell'ospitalità dei musulmani convertiti di Medina, gli Anṣār.
I caduti musulmani furono i proto-martiri dell'Islam e, all'epoca del secondo califfo ʿUmar b. al-Khaṭṭāb, i veterani di Badr o i loro eredi furono inseriti al secondo livello del dīwān al-ḥarb, i ruoli stipendiali e pensionistici dell'esercito, immediatamente dopo le vedove del Profeta, in considerazione del loro prezioso contributo all'affermazione politica della Umma.